# Tagalog minor
Tagalog minor là một loài bọ cánh cứng trong họ Cerambycidae.